# 平昌郡 (北齐)
平昌郡，中国南北朝时设置的郡。
北齐废在今山东省安丘市东南的平昌郡，在今山东省胶州市设置平昌郡，属胶州，下辖黔陬县、昌安县、琅邪县。治所在黔陬县（今山东省胶州市西南）。北周沿置，昌安县、琅邪县改属高密郡，高密县改属平昌郡。隋文帝开皇三年（583年）废平昌郡，黔陬县、高密县直属胶州。